# Kanavalli, Haveri
Kanavalli là một làng thuộc tehsil Haveri, huyện Haveri, bang Karnataka, Ấn Độ.